# Hermann Irving Schlesinger
Hermann Irving Schlesinger (11.10.1882 - 3.10.1960) là nhà hóa học vô cơ người Mỹ, đã đoạt huy chương Priestley năm 1959 và Giải Willard Gibbs năm 1959.

## Cuộc đời và Sự nghiệp
Schlesinger học hóa học ở Đại học Chicago từ năm 1900 và đậu bằng tiến sĩ năm 1905, dưới sự hướng dẫn của Julius Stieglitz. Trong 2 năm tiếp theo, ông làm việc với Walther Nernst ở Đại học Humbolt Berlin, với Johannes Thiele ở Đại học Strasbourg và với John Jacob Abel ở Đại học Johns Hopkins. Từ năm 1907 tới năm 1960 ông giảng dạy ở Đại học Chicago.
Ông chuyên nghiên cứu nguyên tố Bo. Ông và Herbert C. Brown đã phát hiện ra bohiđrua natri (sodium borohydride) năm 1940 và cả hai người đều phát triển môn hóa học này.

## Giải thưởng
- 1956 Giải tưởng niệm Alfred-Stock
- 1959 Huy chương Priestley
- 1959 Giải Willard Gibbs